# 孔蒂
孔蒂（法語：Conty，法語發音：[kɔ̃ti]），法国北部市镇，位于上法兰西大区索姆省，隶属于亚眠区，其市镇面积为23.72平方公里，2022年1月1日时人口数量为1,709人，在法国城市中排名第6,107位。
孔蒂位于索姆省南部，塞勒河畔，历史上曾为孔蒂亲王的起源地，现为一个区域性的中心城市。

## 地名来源

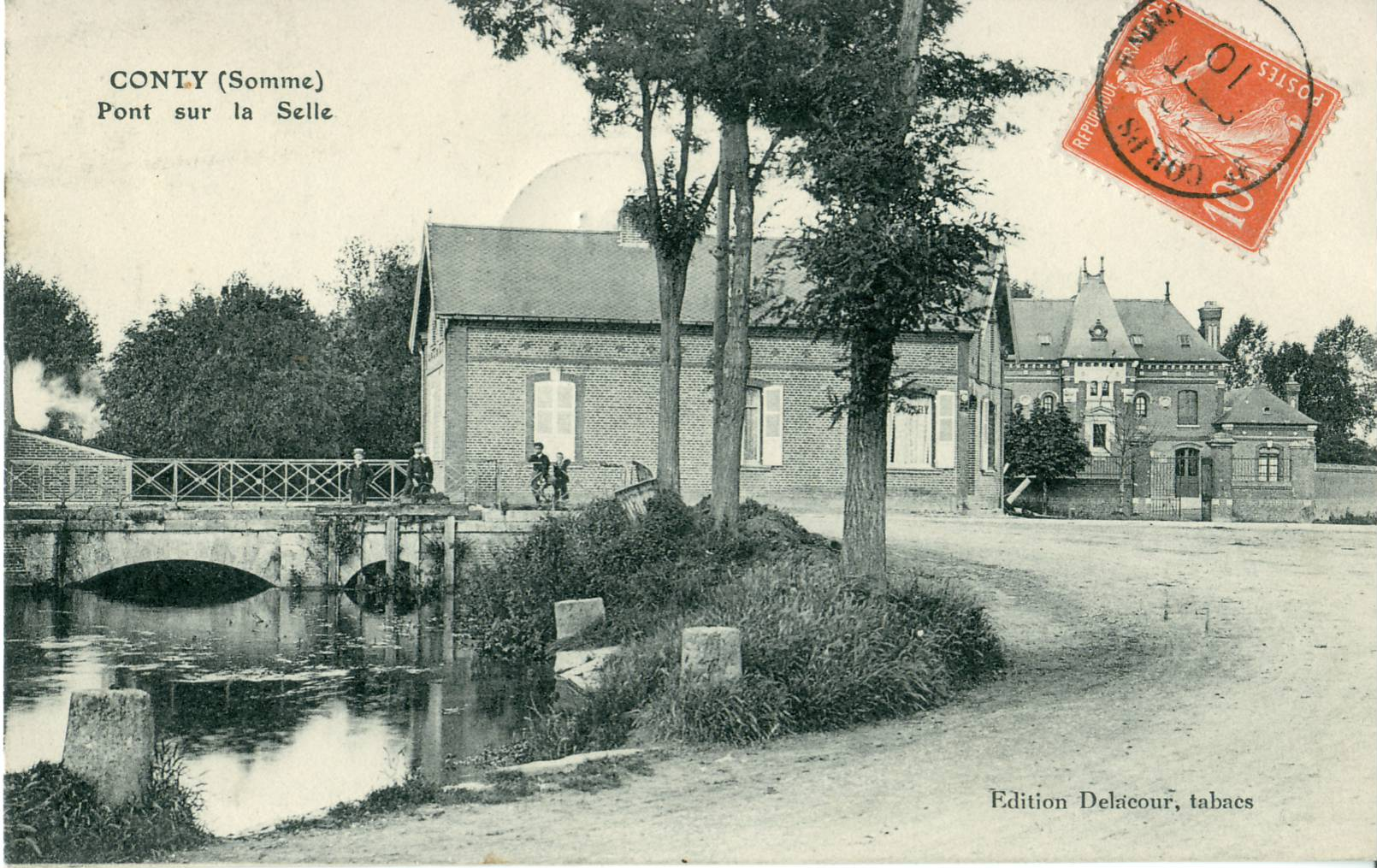
1910年的孔蒂

根据当地官方网站的论述，“Conty”一名转写自拉丁语“Contus”，该名称来源尚存在争议，可能意为“船桨”或“茅箭”。
“Conty”在部分文献中又被写作“Conti”。

## 历史
孔蒂的早期历史尚不清楚。根据当地官方网站的论述，孔蒂最初于450年在阿提拉的一份手记中被提及。在1214年的布汶战役期间，有多名来自孔蒂的民兵参与了战斗。1551年，鲁瓦领主的女儿埃莱奥诺尔与路易一世·德·波旁-孔代联姻，并由此创建了“孔蒂亲王”的头衔。法国大革命后，孔蒂成为索姆省的一个市镇。工业革命期间，途经孔蒂的圣奥梅尔昂绍塞—韦尔铁路建成通车。第一次世界大战期间，孔蒂曾遭到严重破坏，战后当地修建了大型烈士陵园。1939年，圣奥梅尔昂绍塞—韦尔铁路关闭。1973年，瓦伊整体并入孔蒂。2022年10月23日，孔蒂遭遇龙卷风袭击，造成当地多处建筑物受损。
在行政区划方面，孔蒂在1793至2015年间为孔蒂县的县治，并在1996至2016年间为孔蒂努瓦市镇公共社区的办公驻地。

## 地理

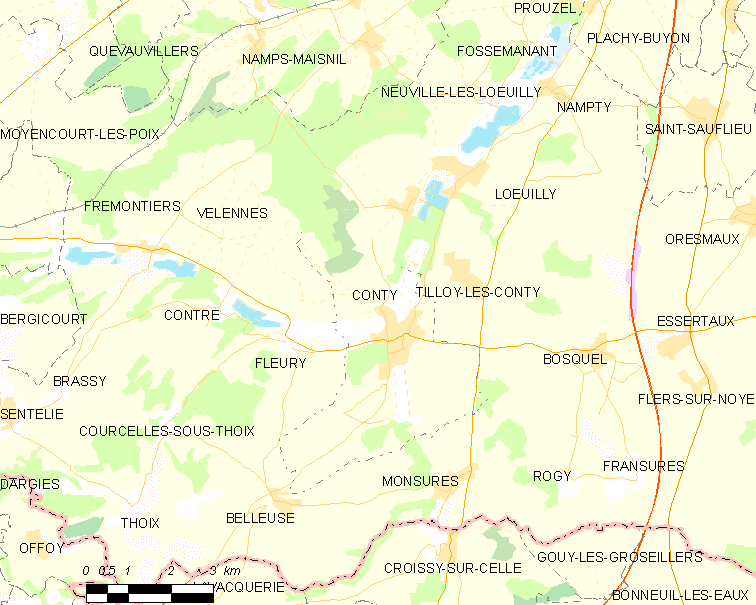
孔蒂市镇范围地图

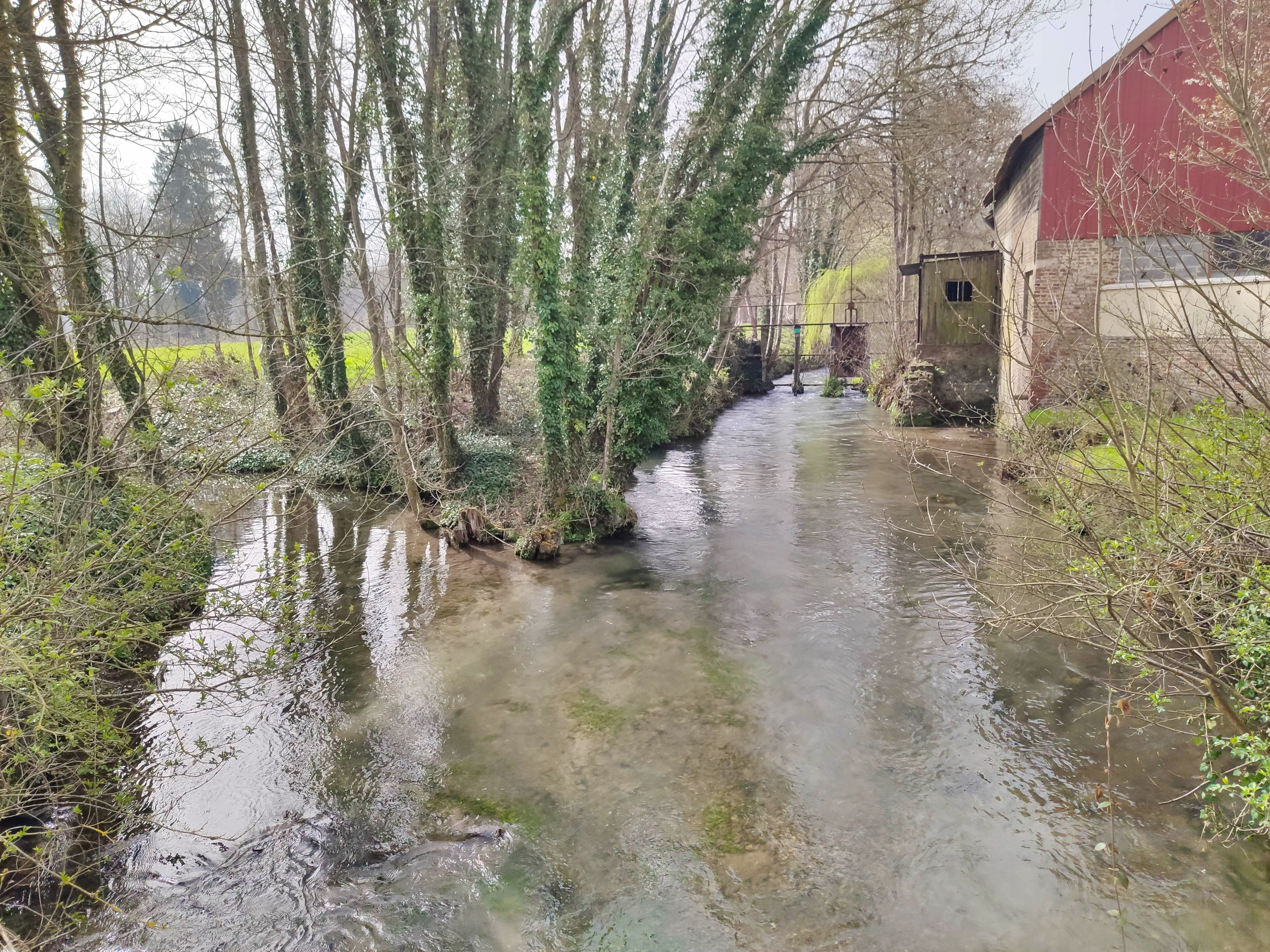
塞勒河孔蒂段

孔蒂位于法国北部，上法兰西大区中南部和索姆省南部，距离省会亚眠大约23公里。与孔蒂接壤的市镇包括：贝勒斯、博斯凯勒、孔特尔、弗雷蒙捷、弗勒里、蒙叙尔、楠普斯迈尼勒、奥德塞勒、罗日和沃莱讷。

### 地形
孔蒂位于亚眠地区中南部腹地，境内以缓丘为主，市镇中心位于一处河谷地带，整体地势较为平坦，市区西南部地势略高，全境海拔在46到182米之间。

### 水文
孔蒂位于索姆河流域范围内，塞勒河自南向北流经镇中心境内，其左岸支流埃瓦松河在孔蒂市区北部与其交汇。

### 植被
孔蒂属于温带阔叶混交林区，林地多分布于河流附近，市区西南部孔蒂树林（Bois de Conty）。
在鲜花城市的评比中，孔蒂被评为1星级鲜花城市。

### 气候
孔蒂在柯本气候分类法中属于温带海洋性气候（Cfb）。

## 行政区划
孔蒂的市镇编号为80211，邮政编号为80160。
在行政管理方面，孔蒂隶属于法国上法兰西大区索姆省亚眠区；在地方选举方面，孔蒂隶属于努瓦河畔阿伊县，其市镇范围全境被划入索姆省第四选区；在社会管理方面，孔蒂是西南索姆市镇公共社区的组成部分。
截至2024年8月，孔蒂市镇范围内暂无任何城市敏感街区及城市政策优先街区。
法国国家统计与经济研究所（简称“INSEE”）在进行数据统计时，未将孔蒂划入任何城市核心区（Unité urbaine），并将包括孔蒂在内的共210个市镇划为亚眠城市区。自2020年起，亚眠城市区被包含369个市镇的亚眠城市辐射区代替。此外，INSEE还将孔蒂市镇整体看作一个“块区”（IRIS），以便于统计人口分布情况。

## 交通

### 公路
索姆省省道D8线、D38线、D38A线和D920线在孔蒂境内交汇。上法兰西大区公共交通下属的索姆省城际客运729线经停孔蒂，可通往亚眠及沿途各市镇。
2020年，727%的孔蒂家庭拥有至少一辆私人汽车。2022年，孔蒂境内共发生各类交通事故1起，造成1人受伤。
| 17 | 6 |

| 亚眠 | 23 |

| 皮卡第地区普瓦 | 14 |

| 格朗维利耶 | 20 |

### 铁路
距离孔蒂最近的运营中的客运铁路车站为9公里外的楠普斯-克沃维莱站，该站停靠往返于亚眠和鲁昂一线的区域列车。

### 航空
孔蒂距离博韦-蒂耶机场的公路里程大约39公里。

### 城市公共交通
截至2024年8月，孔蒂暂无城市公共交通系统。

## 政治

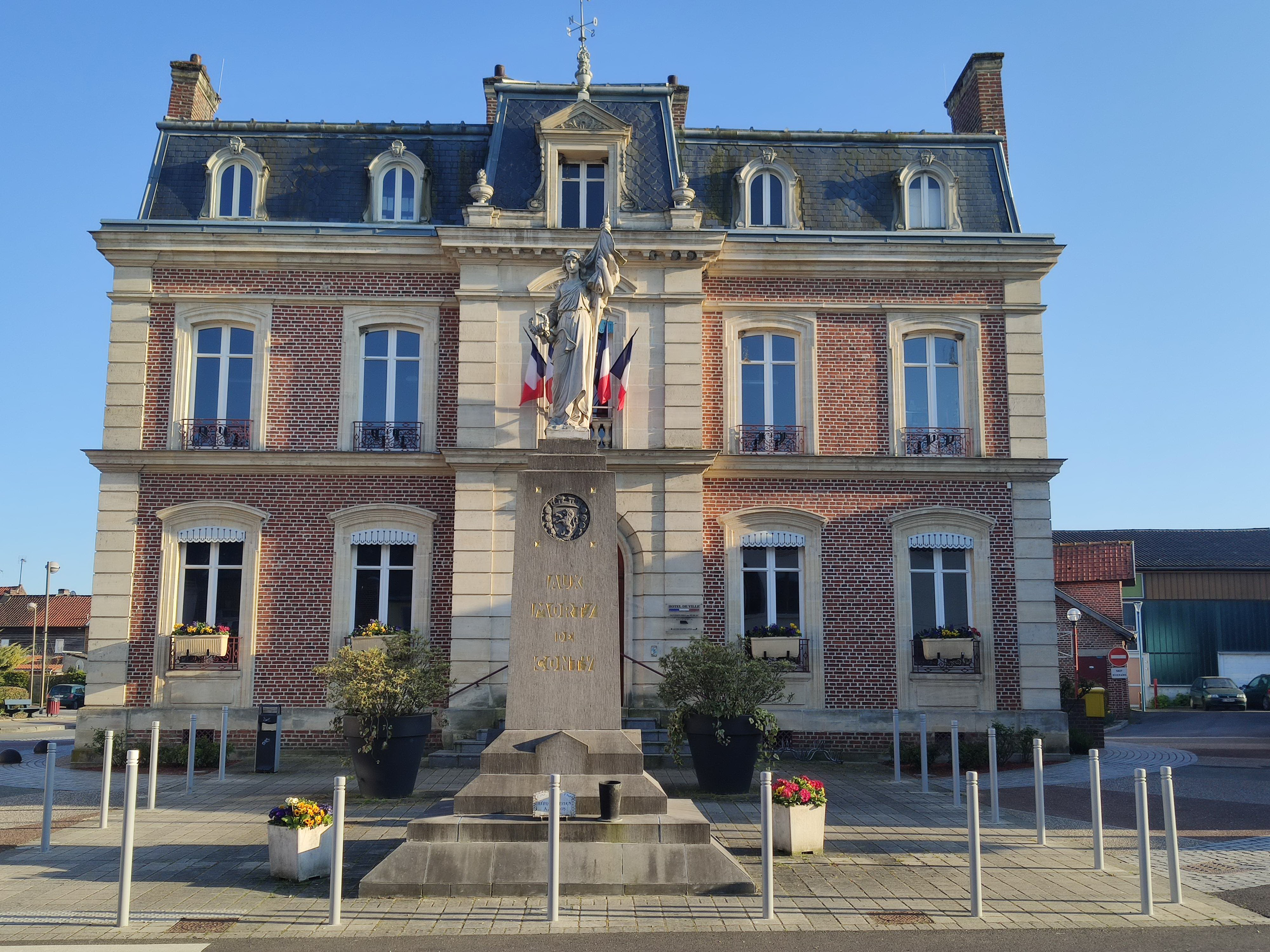
孔蒂市政厅

孔蒂的现任市长为帕斯卡尔·博安先生（Pascal BOHIN），他是共和党的一名成员，在2020年的市政选举中获得了33.93%的支持率（共有四名候选人）。
在2022年的法国总统大选的第二轮选举中，法国极右翼政党国民阵线主席玛丽娜·勒庞在孔蒂获得了55.79%的支持率。

## 人口
2021年，孔蒂市镇人口数量为1,759，在法国排名第6,107位。其中男性826人，女性989人，75岁及以上人口占9.5%，外籍人口数量为8人，人口密度为74人/平方公里，当地居民被称为（男性）或（女性）。2022年，孔蒂境内出生18人，死亡人口43人。
| 孔蒂1901年－2021年人口变化情况 |
|                                |
| 数据来源：Cassini、INSEE       |

## 经济

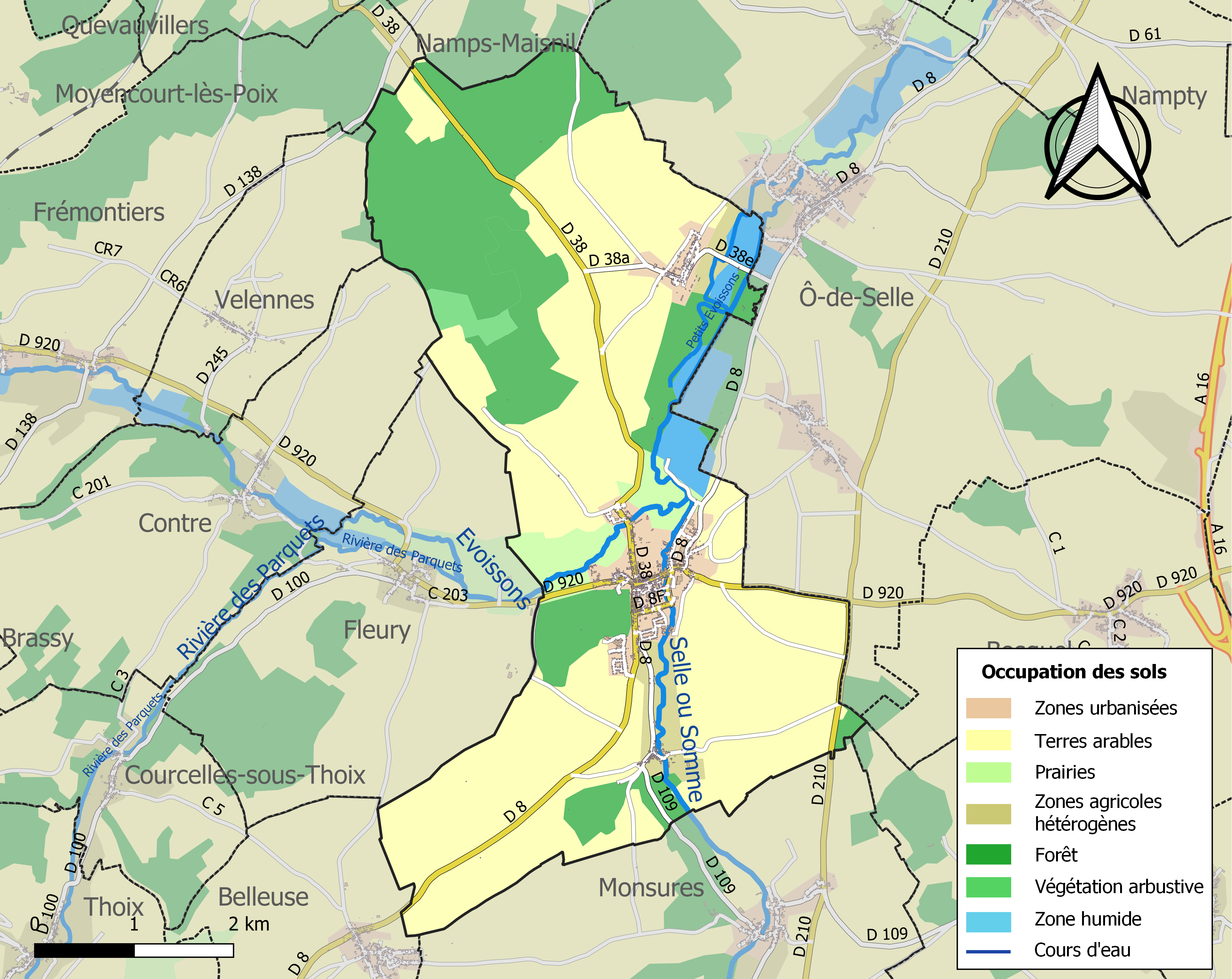
孔蒂土地利用情况地图

孔蒂是一个区域性的中心城市。截至2024年8月，孔蒂市镇范围内共有各类用人单位（包含自雇）288家，平均历史为17年，其中98.65%为中小型企业（PME），2024年6月至8月间，当地的经济活力指数为0.84%。（财会）是当地2022年已公布营业额最高的企业，为86,338欧元。

## 财政与居民收入
2022年，孔蒂的财政收入总额为1,439,300欧元，财政支出总额为1,117,440欧元，当年的债务总额为1,035,130欧元。2022年，孔蒂市镇通过增值税获得21,050欧元的收入，此外当地还共获得了147,680欧元的国家直接财政补助。
| 孔蒂居民收入情况                                 | 孔蒂居民收入情况 | 孔蒂居民收入情况      | 孔蒂居民收入情况 |
| 内容                                             | 孔蒂             | 法国                  | 统计年份         |
| ------------------------------------------------ | ---------------- | --------------------- | ---------------- |
| 征税家庭总数                                     | 680              | 1,081（法国市镇平均） | 2022年           |
| 居民平均月收入                                   | 1,939欧元        | 2,435欧元             | 2022年           |
| 高级职员人均月收入                               | 不详             | 4,331欧元             | 2021年           |
| 中级职员人均月收入                               | 不详             | 2,470欧元             | 2021年           |
| 普通职员人均月收入                               | 不详             | 1,801欧元             | 2021年           |
| 贫困率                                           | 不详             | 14.5%                 | 2020年           |
| 青壮年（15至64岁）失业率                         | 16.2%            | 7.4%                  | 2020年           |
| 征税家庭数量占比                                 | 35.6%            | 45.5%                 | 2020年           |
| 家庭年均纳税                                     | 3,087欧元        | 4,393欧元             | 2022年           |
| 资料来源：INSEE、L'Internaute、Le Journal du Net |                  |                       |                  |

## 社会事务

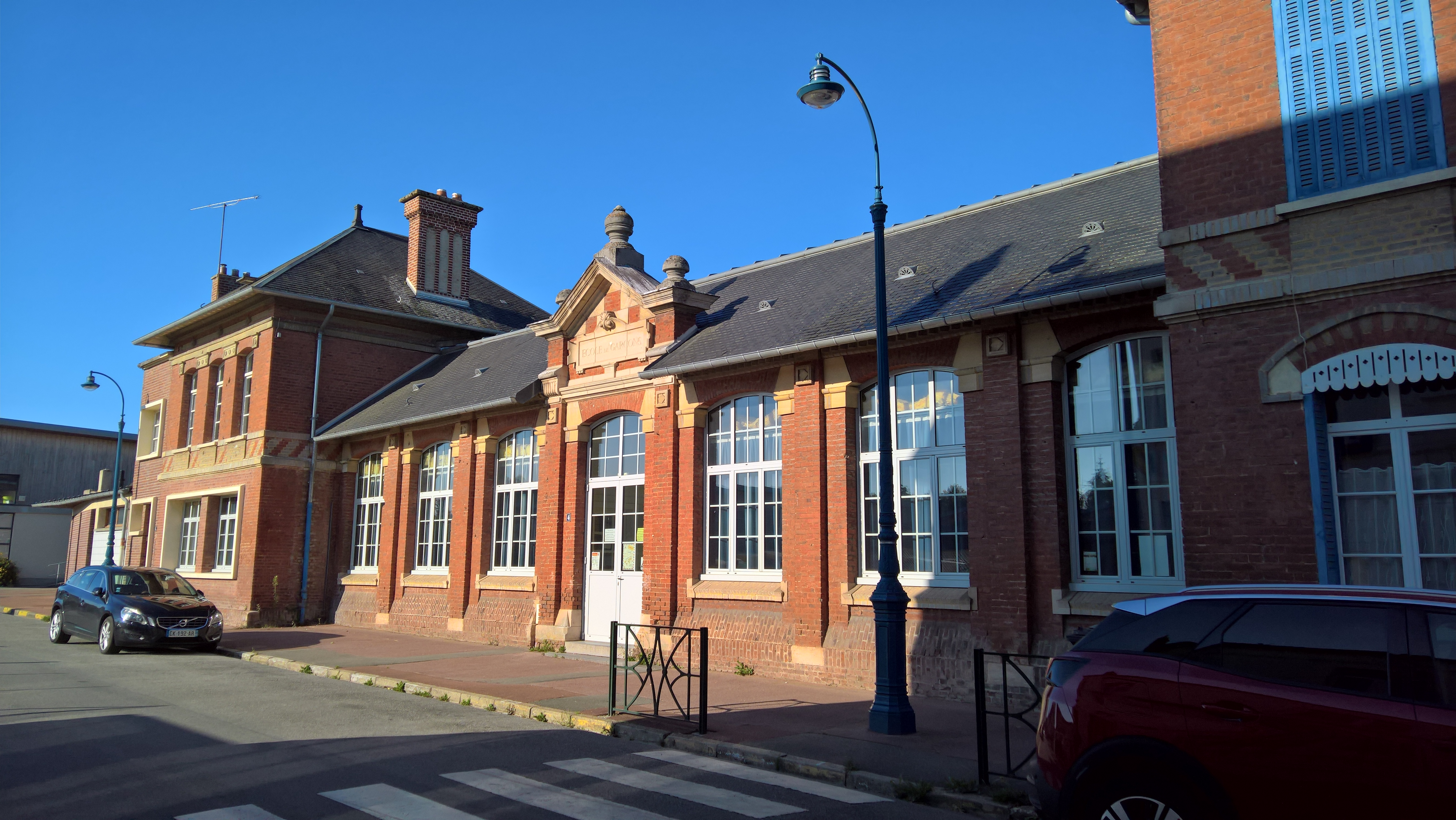
孔蒂镇中心的一所学校

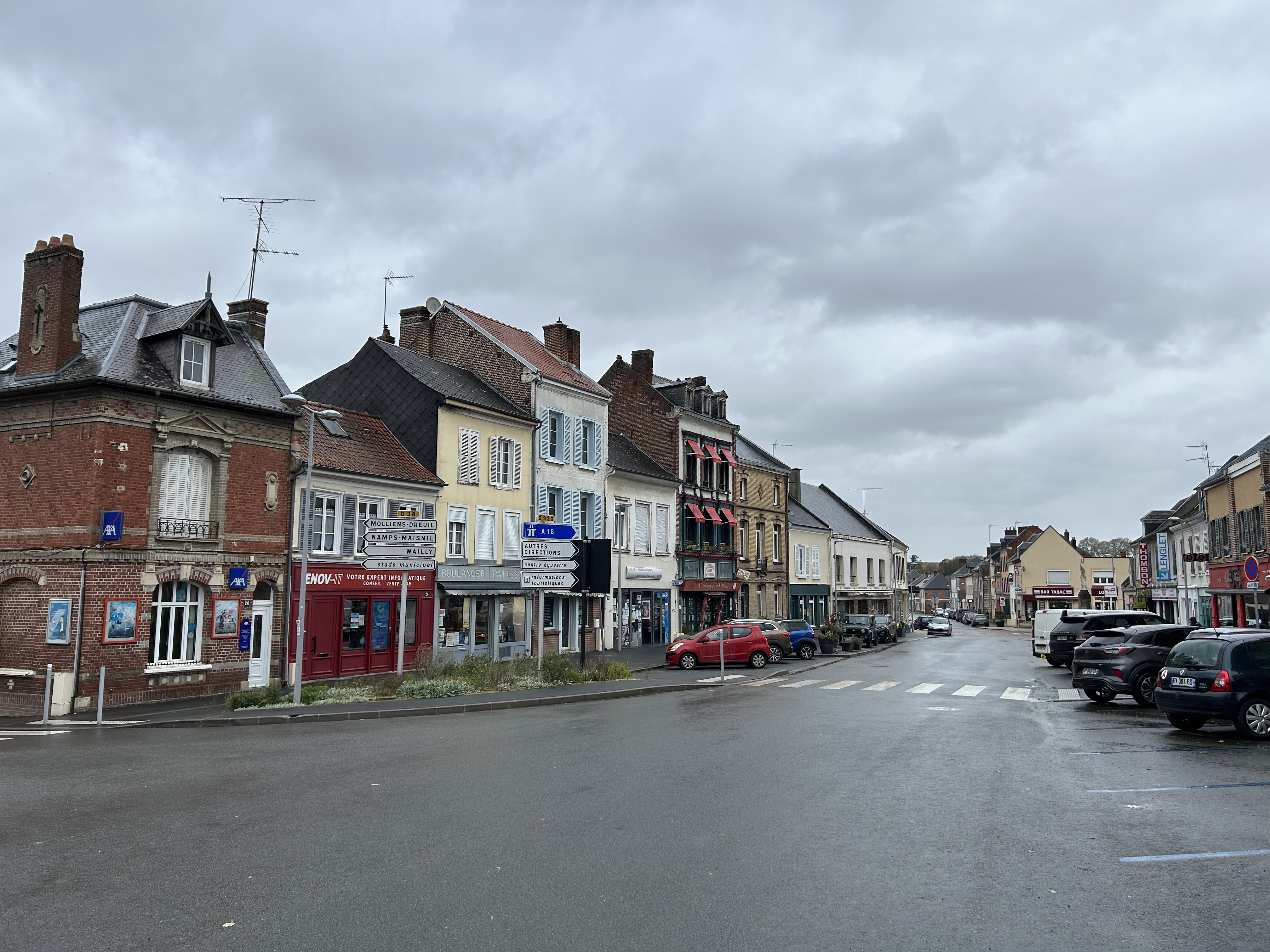
镇中心的戴高乐将军广场

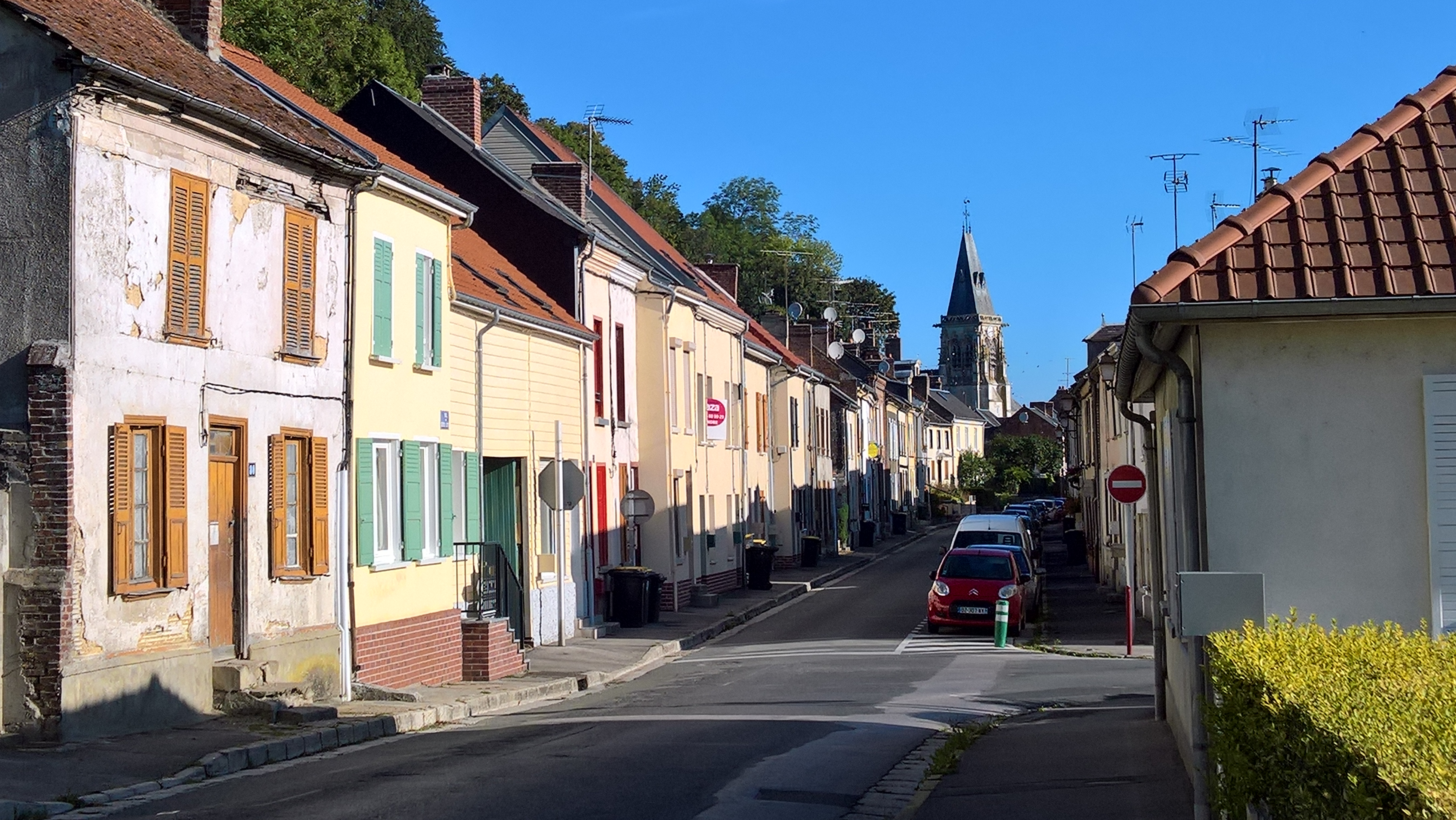
加尔·德伯尼街

### 教育
孔蒂属于亚眠学区。截至2021年1月1日，孔蒂境内共有2所小学、1所初级中学和1所农业高中。2022至2023学年度，孔蒂境内共有在校中等教育阶段学生393名。

### 医疗
截至2021年1月1日，孔蒂境内共有全科医生4名、保健师8名、牙医2名、护士9名和助产士1名。境内共有药房1家、养老院1家。
距离孔蒂最近的区域性医疗机构为亚眠-皮卡第大学中心医院，其主病区南医院（Site Sud）位于亚眠市区西南部，距离孔蒂市区的正常车程大约21分钟，该院设有床位1,253个，是索姆省规模最大的公立综合性医院。

### 住房
2020年，孔蒂境内共有各类住房829套，其中85.3%为独立式住宅，14.0%为集中式住宅。常住房屋占孔蒂市镇范围内居民建筑总量的86.6%。
在住房保障政策方面，2022年，孔蒂境内共有168户家庭获得了住房经济补助，受益人数占总人口数量的9.6%，其中157份为房租补助。

### 商业
2021年，孔蒂境内共有各类实体商铺46家，其中餐厅3家、大型超市1家、面包房2家、肉铺2家、书店1家、装饰品店1家、美容美发店4家、汽车维修店3家。孔蒂镇中心建有南部一家家乐福便民超市。

### 体育
2021年，孔蒂境内共有1间体育馆、2处网球场、1处马术场、2处足球或橄榄球场、1处篮球或排球场以及1处高尔夫球场。
截至2024年8月，孔蒂五人制足球体育俱乐部（AS Contynoise de Futsal，编号544220）是孔蒂境内唯一的一家注册足球俱乐部。
克沃维莱-孔蒂-勒伊足球俱乐部（QCL Sud Amiénois，编号500379）是南亚眠地区的代表性足球队，成立于2023年，由两家俱乐部合并而成，其注册地位于克沃维莱，其主场为安德烈·代普兰市政球场（Stade Municipal André Desplains）。

### 环境
孔蒂的环境事务由其所属的西南索姆市镇公共社区联合各级政府协调负责。2021年，孔蒂境内暂无污染企业。

### 治安
孔蒂及其附近的共180个市镇是蒙迪迪耶国家宪兵队（zone gendarmerie de Montdidier）的管辖范围。2020年，该宪兵队累计记录各类案件2,331起，其中盗窃类案件1,285起，经济类案件294起，毒品交易类案件34起。

## 文化

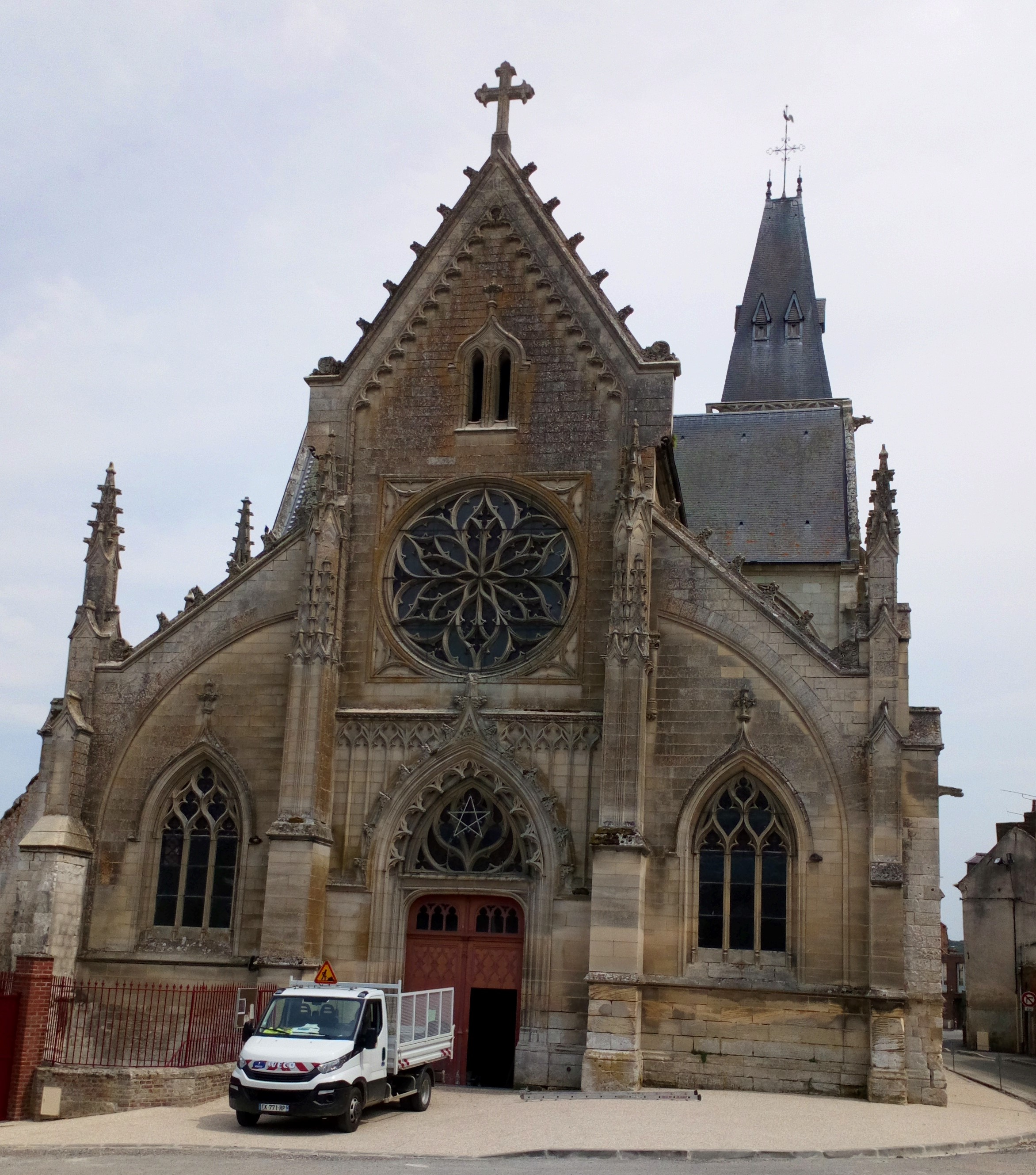
圣安托万教堂

2021年，孔蒂境内暂无任何文化设施。孔蒂境内建有市镇多媒体中心（Médiathèque Communautaire de Conty），每周二至六向公众开放。

### 建筑
孔蒂境内有多处历史建筑，其中圣安托万教堂、瓦伊圣瓦教堂等为法国国家文物保护单位。

### 旅游
孔蒂的旅游事务由其所属的西南索姆市镇公共社区联合各级政府协调负责。2023年，孔蒂境内暂无任何游客接待设施。

### 媒体
法国主要的媒体均可在孔蒂接收，法国电视三台下属的上法兰西大区频道在部分时段播出孔蒂所在索姆省的地方新闻。《皮卡第邮报》、《法基尔报》、蓝色法兰西皮卡第广播等为当地主要的地方性媒体。

## 友好城市
截至2024年8月，孔蒂暂未与任何城市建立友好城市关系。